# ペーパークリップ作戦

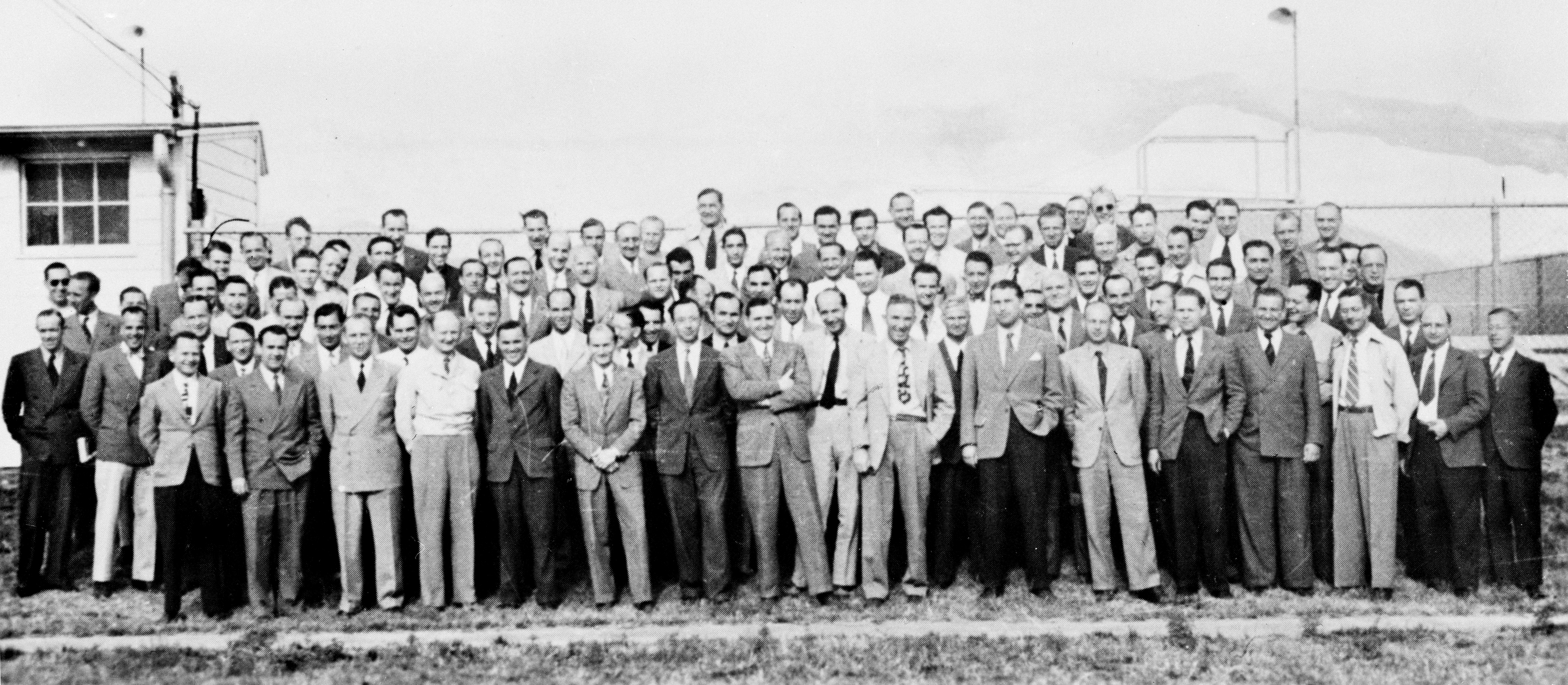
ペーパークリップ作戦で渡米したドイツ人科学者達。最前列右から7番目のポケットに手を入れている人物がフォン・ブラウン博士。フォート・ブリスにて。

ペーパークリップ作戦（ペーパークリップさくせん、英：Operation Paperclip）は、第二次世界大戦末から終戦直後にかけてアメリカ軍が、ドイツ人の優秀な科学者をドイツからアメリカに連行した一連の作戦のコード名である。ペーパークリップ計画 (Project Paperclip) とも呼ばれる。1945年、統合参謀本部に統合諜報対象局 (Joint Intelligence Objectives Agency) が設けられ、この作戦に関する直接的な責任が与えられた。

## オーゼンベルク・リスト
ドイツ軍需産業界は長期戦に対する準備ができていなかったために独ソ戦の長期化とアメリカの参戦が続き、戦略上不利な立場に立たされた。そこで、ドイツは兵器の研究開発に活かすことができる技術を持つ科学者と技術者を前線部隊から呼び戻す取り組みを1943年春から開始した。それ以前は科学者や技術者の徴兵猶予の制度は存在しなかった。
科学者と技術者を前線から呼び戻すためには、最初にその人材を特定し、特に彼らの忠誠心を推し量るために更に追跡調査を必要とした。その調査結果は国防研究団体（独：Wehrforschungsgemeinschaft）代表のハノーファー大学の工学者ヴェルナー・オーゼンベルク (Werner Osenberg) によってまとめられた。これがオーゼンベルク・リストである。1945年3月に、ポーランド人の実験助手はきちんと流されていないトイレで細かく破られたオーゼンベルク・リストの切れ端を見つけた。アメリカ軍の兵器開発部局であるアメリカ陸軍武器科とジェットエンジン開発部門のロンドン支部の責任者であったロバート・B・ステイバー少佐は、尋問すべきドイツ人科学者のリスト（ブラック・リスト）をまとめるためにオーゼンベルク・リストを用いた。「ブラック・リスト」はコード名であり、そのリストの筆頭には、ロケット工学者ヴェルナー・フォン・ブラウンの名前があった。

## オーバーキャスト作戦
ロケット工学者のみを尋問しようとする当初の計画は、1945年5月22日にステイバー少佐が国防総省に緊急の外電を送った後、「太平洋戦争遂行のために重要」としてドイツ人技術者とその家族を米国に避難させるように変わった。また、そのとき同様に強く求められていたのは、ソビエト連邦にドイツ人技術者の持つノウハウを与えないことであった。アルソス・ミッションでは、ドイツの核エネルギー計画の頭脳であったヴェルナー・ハイゼンベルクは、「彼の存在は我々にとってドイツ軍10個師団より価値がある。」とさえ言われた。
ロケット工学と原子核物理学を専門とする科学者に加え、様々な連合軍のチームがドイツ人の化学戦（神経ガス）、軍事医学（航空医学）及びUボート兵器の専門家も探し出そうとしていた。アメリカ海軍は1945年5月にヘルベルト・A・ヴァークナー (Herbert A. Wagner) 博士を獲得していた。ヴァークナー博士は最初にロングアイランドのニューヨークにあるマンションに住居を与えられ、1947年に海軍航空ステーション・ポイント・マグー (Naval Air Station Point Mugu) で雇用された。
大部分の科学者はV2ロケットと関係しており、ロケット技術者は最初にドイツ・バイエルン州ランツフートの住宅団地に彼らの家族とともに収容された。オーバーキャスト（曇天）作戦という秘匿名称は1945年7月19日に統合参謀本部によって命名されたが、ランツフートの住宅が通称「キャンプ・オーバーキャスト」と公然に使われていたため、秘匿名称をペーパークリップ作戦に変更された。1958年までには、ペーパークリップ作戦の多くの側面が一般に知るところとなった。同作戦については、フォン・ブラウンに関するタイム誌記事でも公然と言及されている。
なお、つれて来られた科学者の中にはシューマン共鳴で広く名を知られることになるヴィンフリート・オットー・シューマン博士（ブリル協会の科学部門の責任者でSSのE-4セクションとの共同で特殊な航空機の開発に関わっていたと伝えられる人物）も含まれる。

## 科学者達のその後

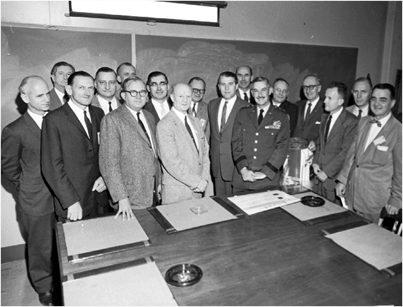
フォン・ブラウンを筆頭とするロケット工学者チーム。写真中央右寄りの軍服の人物がアメリカ陸軍弾道ミサイル局 (ABMA) の責任者ジョン・B・メダリス少将。フォン・ブラウンはメダリスの向かって左にいる（1959年秋頃）。

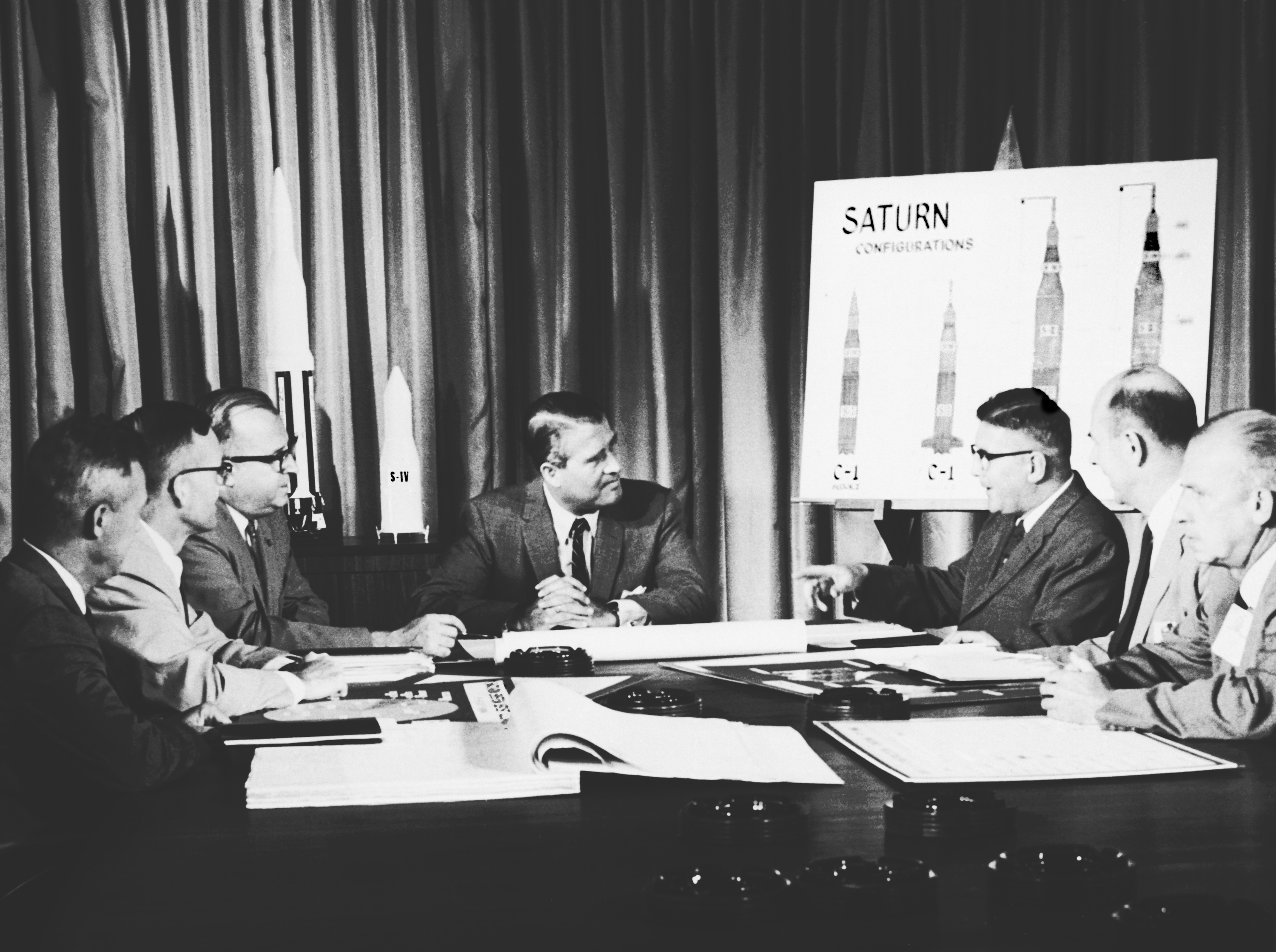
フォン・ブラウンのロケット工学者チームの議論の様子。机の向こう側、写真中央の人物がフォン・ブラウン（1961年頃）。

1945年8月の初めに、アメリカ陸軍武器科のロケット開発部長であったオルガー・N・トフトイ大佐は、ロケット工学者達に最初の1年契約を申し入れた。127人の科学者は、トフトイが彼らの家族の面倒を見ることを約束したあと、申し入れを受け入れた。
対日戦が1945年8月に終結したがその後もプロジェクトは継続され、同年9月に最初のグループとしてヴェルナー・フォン・ブラウン、エーリッヒ・W・ノイベルト (Erich W. Neubert) 、テオドール・A・ポッペル (Theodor A. Poppel) 、アウグスト・シュルツ (August Schultze) 、エーバーハルト・F・M・リース (Eberhard F. M. Rees) 、ヴィルヘルム・ユンゲルト (Wilhelm Jungert) 、及びヴァルター・シュヴィデッツキー (Walter Schwidetzky) の7人のロケット工学者がドイツからアメリカのフォート・ストロングに到着した。ロケット工学者達は最終的に、アメリカ陸軍省特別職員としてホワイトサンズ性能試験場でのロケット試験のためにテキサス州フォート・ブリスに到達した。
1950年前半、科学者達はメキシコから合法的にアメリカに入国し、そこのアメリカ領事館でビザが発行されたが、このとき若干の「ペーパークリップ・スペシャリスト」に法的（制限が課された）身分が与えられ、後の10年にわたって一部の科学者の戦時中の活動が調査された。アルトゥーア・ルドルフはV2ロケット製造工場のあったノルトハウゼンのドーラ強制収容所と関係し、ゲーリングの航空省航空医学研究所長フーベルトゥス・シュトルクホルトは海上に不時着したパイロットを助けるために、また高高度を飛行する爆撃機パイロットに対する影響を研究する人体実験に関与していた。
86人の航空学の専門家はライト・フィールドに移され、それはラスティ作戦の下で航空機その他の器材を得もした。
アメリカ陸軍通信処は24人の専門家を雇用した - 物理学博士のゲオルク・ゴウバウ、ギュンター・グットヴァイン、ゲオルグ・ハス、ホルスト・ケデスディ及びクルト・レフォフェック、物理化学者のルドルフ・ブリル教授、エルンスト・バールス博士及びエーバーハート・ボス博士、地球物理学博士のヘルムート・ヴァイクマン、技術光学博士のゲルハルト・シュヴェシンガー、そして電子工学博士のエードアルトゲルバー、リヒャルト・グエンターとハンス・ツィーグラーを含んだ。
アメリカ鉱山局は、1946年にミズーリ州ルイジアナの合成燃料工場で、7人のドイツの合成燃料科学者を雇用した。
1959年に、フリードヴァルト・ヴィンターベルク、ハンス・ドレツァレークとフリードリヒ・ヴィガントを含む94人のペーパークリップ個人がアメリカに渡った。1990年まで、アメリカとイギリスはペーパークリップによって約100億ドルと評価される「知的賠償」（主にドイツの特許と産業プロセス）を伴う合計1,600人の人員を得た。

## 関連作戦
- スペシャル・ミッションV2 - ウィリアム・ブロムリ (William Bromley) 少佐によって指揮されたV2ロケットの部品と器材を捕獲したアメリカの作戦。ジェームズ・P・ハミル少佐は、第144車両整備中隊の支援を得てノルトハウゼンからエルフルトまでのV2器材の最初の貨車の積荷の出荷を調整した[5]。
- バックファイア作戦 - クックスハーフェンにおけるロケット実験
- エクリプス (ECLIPSE) - ヨーロッパでの戦後処理として航空戦力武装解除航空団によって発見されたV1飛行爆弾とV2ロケットの破壊を目的とした計画。1944年に計画されたが実行されなかった[14][15]。
  - セイフヘイブン - ドイツの研究者がラテンアメリカのような他国に逃亡するのを防ぐエクリプス計画下の計画[5]。（アメリカ）
- JCS指令1067/14 - 統合参謀本部司令1067は1946年4月26日にドワイト・D・アイゼンハワー大将に対して発簡され、軍の研究に携わったドイツの組織に属する記録、計画、本、文書、書類、ファイル、科学・産業その他の情報とデータを破壊から保存し、確保することを目的とした。アメリカの占領指令は、ドイツの科学者は戦犯を除いて諜報目的のために必要に応じて拘留されなければならないと述べた[16]。
- FIAT (Field Information Agency; Technical) - 主に勝利の物質的な報酬（すなわち、国連におけるこれらの分野のドイツ方式の適当な搾取による科学の進歩と工業生産と生活水準の改善を確保するためのアメリカの部局。ペーパークリップ作戦が大規模な活動を開始したとき、FIATは1947年に解散した。
- ダストビン (DUSTBIN) - アメリカ陸軍教護院は、最初パリで、そして、後にフランクフルト郊外のクランスベルク城に確立した[17][18]
- ナショナル・インタレスト/プロジェクト63 - 「航空機産業で多くのアメリカ人技術者が解雇されていた時期に、ロッキード、マーチン・マリエッタ、ノースアメリカン・エヴィエーションその他の防衛事業者で元ナチ党員が仕事を得るのを支援する計画[7]。「ナショナル・インタレスト」は「国益」の意味。
- アルソス・ミッション（英語版） ‐ アルソス作戦、ビッグ作戦 - ドイツの核兵器に関する機密情報、器材及び人員を捕らえることを目的とした活動。
- ラスティ作戦 - ドイツの航空機に関する機密情報、器材及び人員を捕らえることを目的とした活動。
- TICOM (Target Intelligence Committee) - ドイツの暗号の専門家を集める計画。

### 他国
ソビエト連邦
- オソアヴィアヒム作戦（英語版） - ソビエト連邦側は西側に遅れまいと戦争賠償や略奪した人材や資材の輸送計画を実行した。
  - Russian Alsos（英語版） - ソビエト連邦側の同様の技術者誘致作戦に西側が付けたコードネーム。

イギリス
- Operation MATCHBOX - イギリス側の技術者誘致作戦は、国民感情などを考慮してオーストラリアへ送られた。少なくとも127人のドイツ人科学者と技術者が送られたとされる[19][20]。
- サージェン作戦（英語版） - ソ連にドイツの航空専門知識を与えず、イギリスの研究にドイツの科学者を利用する活動[21]。

## 関連作品
映画『博士の異常な愛情 または私は如何にして心配するのを止めて水爆を愛するようになったか』
主人公のストレンジラブ博士はかつてナチス・ドイツの科学者で、ペーパークリップ作戦によってアメリカに渡った後、アメリカに帰化したという設定。
映画『北極の基地/潜航大作戦』
「我々のドイツ人科学者によって作られた我々のカメラとあなたのドイツ人科学者によって作られたあなたのフィルムは、彼らのドイツ人の科学者によって作られた彼らの人工衛星にロシア人が置いた。」 とイギリス人の登場人物が述べる。ここで「我々」とはイギリスのこと、「あなた」とはアメリカのこと、「彼ら」とはソビエトのことである。つまり、当時の列強の科学技術にはすべて大戦末期に世界各地に散ったドイツ人科学者が関わっていたことを示唆しており、間接的にペーパークリップ作戦に触れている。
映画『さらば、ベルリン』
アメリカ人の従軍記者が、オーバーキャスト作戦の一面を明らかにする。
映画『ライトスタッフ』
アメリカの宇宙科学者が「我々のドイツ人は、彼らのドイツ人より優秀である」と言う。
映画『キャプテン・アメリカ/ウィンター・ソルジャー』
ストーリーの関係上ペーパークリップ作戦が絡んでくる。
ドラマ『Xファイル 第3シーズン』
第51話 (File No. 302) 「ペーパークリップ」には、幾人かの架空のドイツ人科学者が登場している。
小説『幼年期の終り』
アーサー・C・クラークはこの小説の序章でペーパークリップ作戦について触れている。アメリカで働くドイツ人ロケット工学者が、第二次世界大戦の最後の日に、ソビエトに協力するために東に赴いた彼の旧友であるもう1人のドイツ人ロケット設計技師のことに思いを馳せている。作戦名は作中には出てこない。
小説『SPACE 宇宙への旅立ち』
ジェイムズ・A・ミッチェナー著。ペーパークリップ作戦のフィクション化された記述がある。
小説『鏖殺の凶鳥（フッケバイン）』
佐藤大輔著。ペーパークリップ作戦に従事するためドイツ本土へ送り込まれたアメリカ軍中尉が登場する。
アメコミ『アストロシティ』
タイトルの都市は、ドイツ人の科学者によって設計されたという設定。
アメコミ『宇宙省』
ウォーレン・エリス著。イギリスがアメリカよりも前に多くのドイツ人ロケット工学者を引き抜き、強力な宇宙計画を推進するため彼らを利用するという異なった歴史を描く。
ドラマ『ナチ・ハンターズ』
Amazonプライム独占配信しているストーリーの中核に絡んでいる。
映画『インディ・ジョーンズと運命のダイヤル』
ヴェルナー・フォン・ブラウンを元にしたキャラクター、ドイツ人科学者ユルゲン・フォラーが登場する。